# Hôtel Stanislas

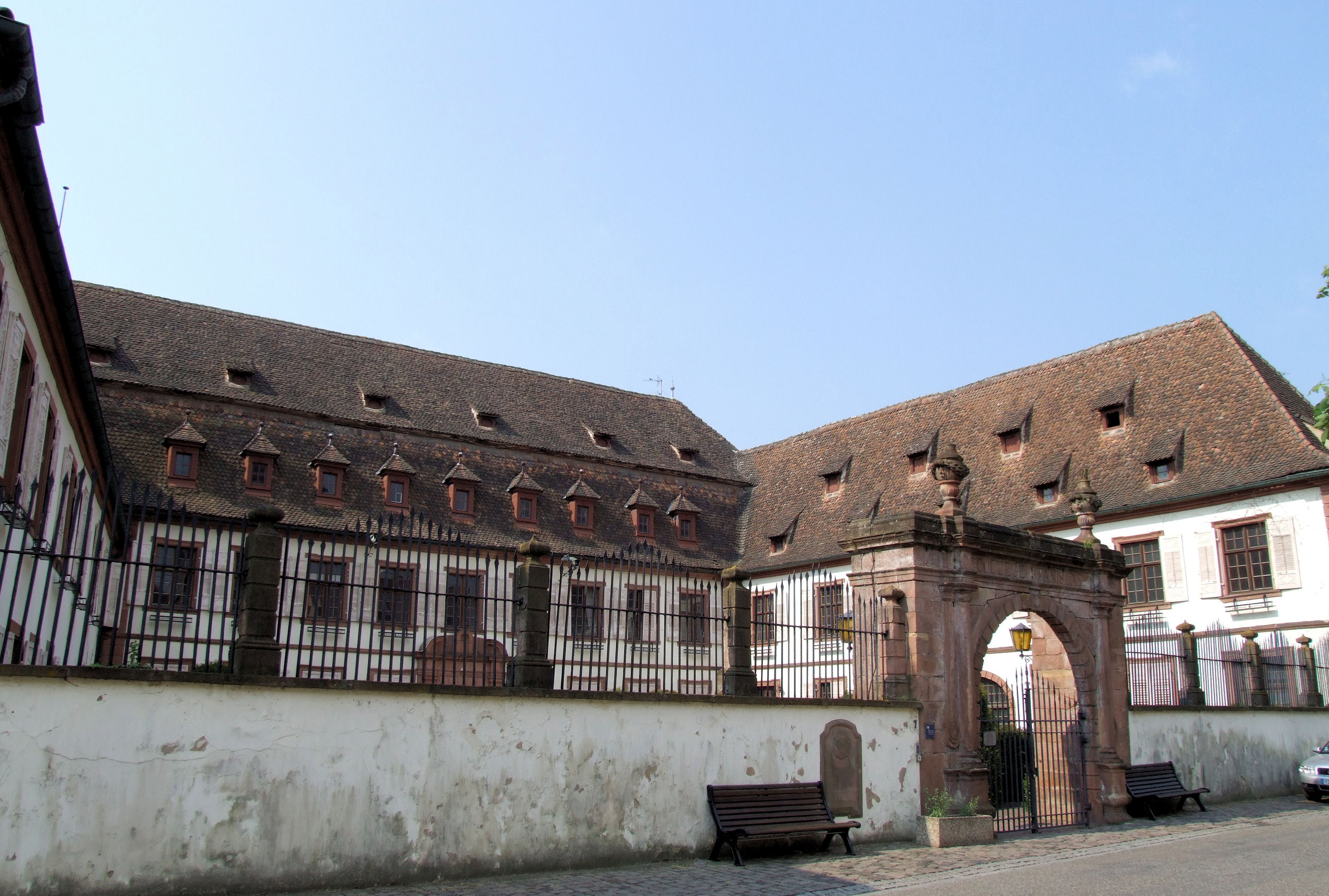
Hôtel Stanislas, Straßenseite

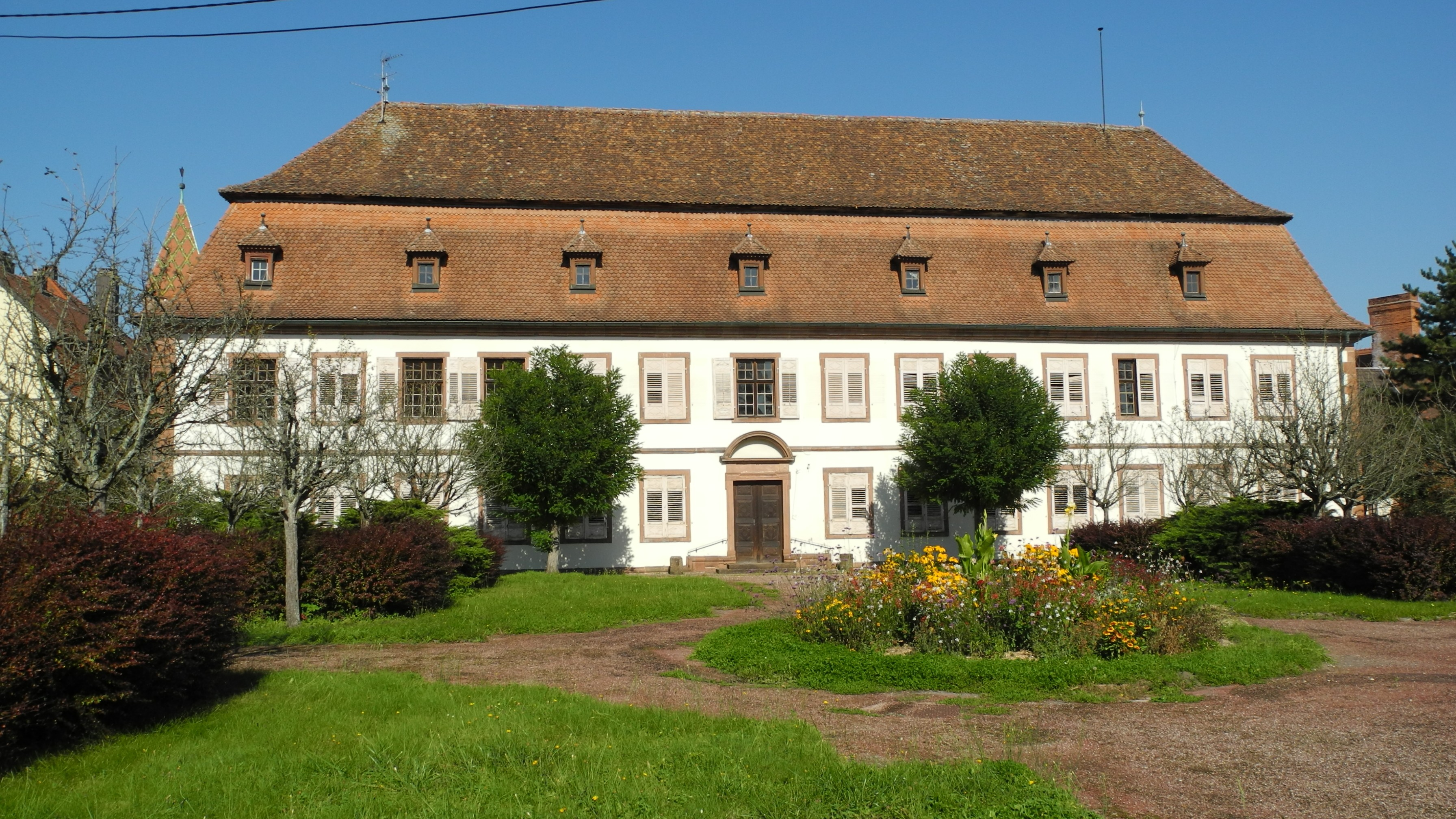
Hôtel Stanislas, Gartenfront

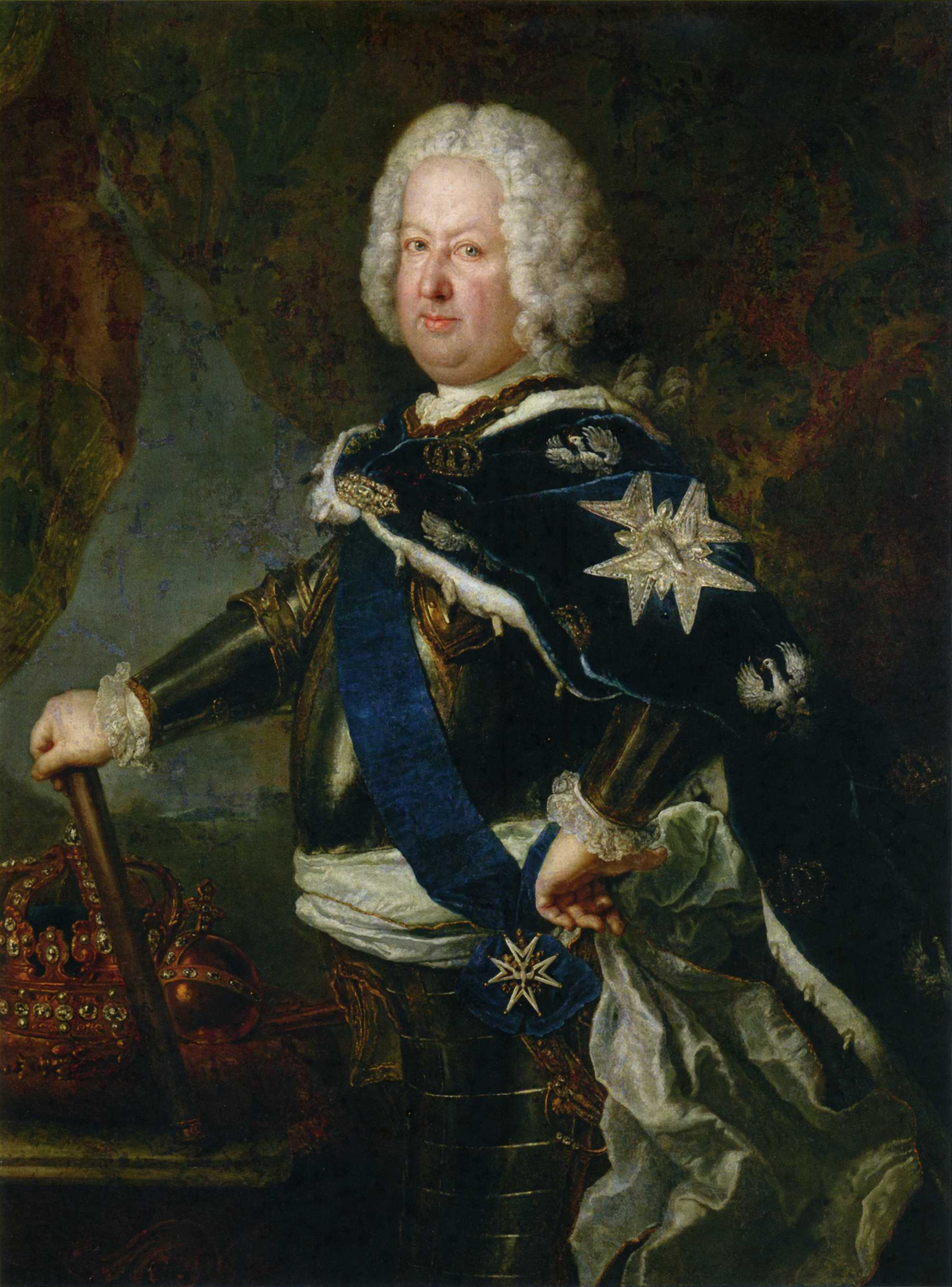
Stanislaus I. Leszczyński als König von Polen und Großfürst von Litauen (Gemälde von Pesne um 1731)

Das Hôtel Stanislas (auch Palais Stanislas) ist ein Hôtel particulier und Baudenkmal in Weißenburg im französischen Département Bas-Rhin. Das Hauptgebäude wurde 1722 erbaut und diente Stanislaus I. Leszczyński als Residenz im ersten Exil. Das Gebäude Nr. 7 rue Stanislas wurde 1929 als Monument historique klassifiziert. Nach seinem Verkauf 2015 an zwei Privatleute wird es samt den Gartenanlagen aufwändig saniert.

## Geschichte
Am selben Ort befand sich der Zisterzienserhof von Sturzelbronn, der ein Hospiz, eine Kapelle und ein Nebengebäude umfasste. Es wurde 1717 gegen einen Bauernhof getauscht und kam an den Einnehmer des Deutschen Ordens. Dieser trat den Hof 1719 an König Stanisław Leszczyński von Polen ab. Das Hauptgebäude wurde 1722 errichtet. Die beiden Seitenflügel wurden später, wahrscheinlich bis 1738 hinzugefügt.
Am 5. September 1725 heiratete Ludwig XV. die Tochter Maria Leszczyńska. Sein Schwiegervater konnte Weißenburg verlassen und übersiedelte mit seiner Gemahlin nach Chambord.
Das Anwesen kam nach 1789 in bürgerliche Hände und 1869 in den Besitz der Stadt. Zuerst wurde es als Schule (College Stanislas) und 1875 bis 1973 als Krankenhaus (Hôpital Stanislas) genutzt. Bis in die frühen 2000er Jahre diente es als Altersheim. 2015 wurde es an privat verkauft und soll von den deutschen Besitzern für einen Millionenbetrag saniert werden.

## Beschreibung
Das Hôtel besteht aus drei Flügeln die einen Ehrenhof hufeisenförmig umgeben. Zugang von der Straße ist ein Portal in Form eines Triumphbogens, der von zwei Flammentöpfen abgefedert wird. Die südliche Fassade zur Gartenseite zeigt vierzehn Fensterachsen. Wichtigstes Attribut aus der Zeit Leszczyńskis ist die monumentale Treppe aus Steinbalustern.
Nebengebäude und eine Kapelle wurden im 19. Jahrhundert für das Krankenhaus errichtet. In der Umfassungsmauer und den Bauten wurden zwei Kamine, eine spätgotische Tür und verschiedene Spolien, z. B. ein 1541 datierter Sturz mit Wappen, eingemauert, die von der benachbarten Kommandantur stammen könnten.
Neben der Toreinfahr ist eine Tafel angebracht, die an Stanislaus und seine Tochter erinnert:
Stanislas / Roi de Pologne / Duc de Lorraine et de Bar / Habitat cette Hotel / De 1719 a 1725 / Marie Leszezynska / Sa Fille / En Partit Le 3 Juillet 1725 / Pour Devenir / Reine de France
Stanislaus / König von Polen / Herzog von Lothringen und Bar / Wohnte in diesem Haus / Von 1719 bis 1725 / Maria Leszczyńska / Seine Tochter / Verlies es am 3. Juli 1725 / Um Königin Frankreichs / zu werden

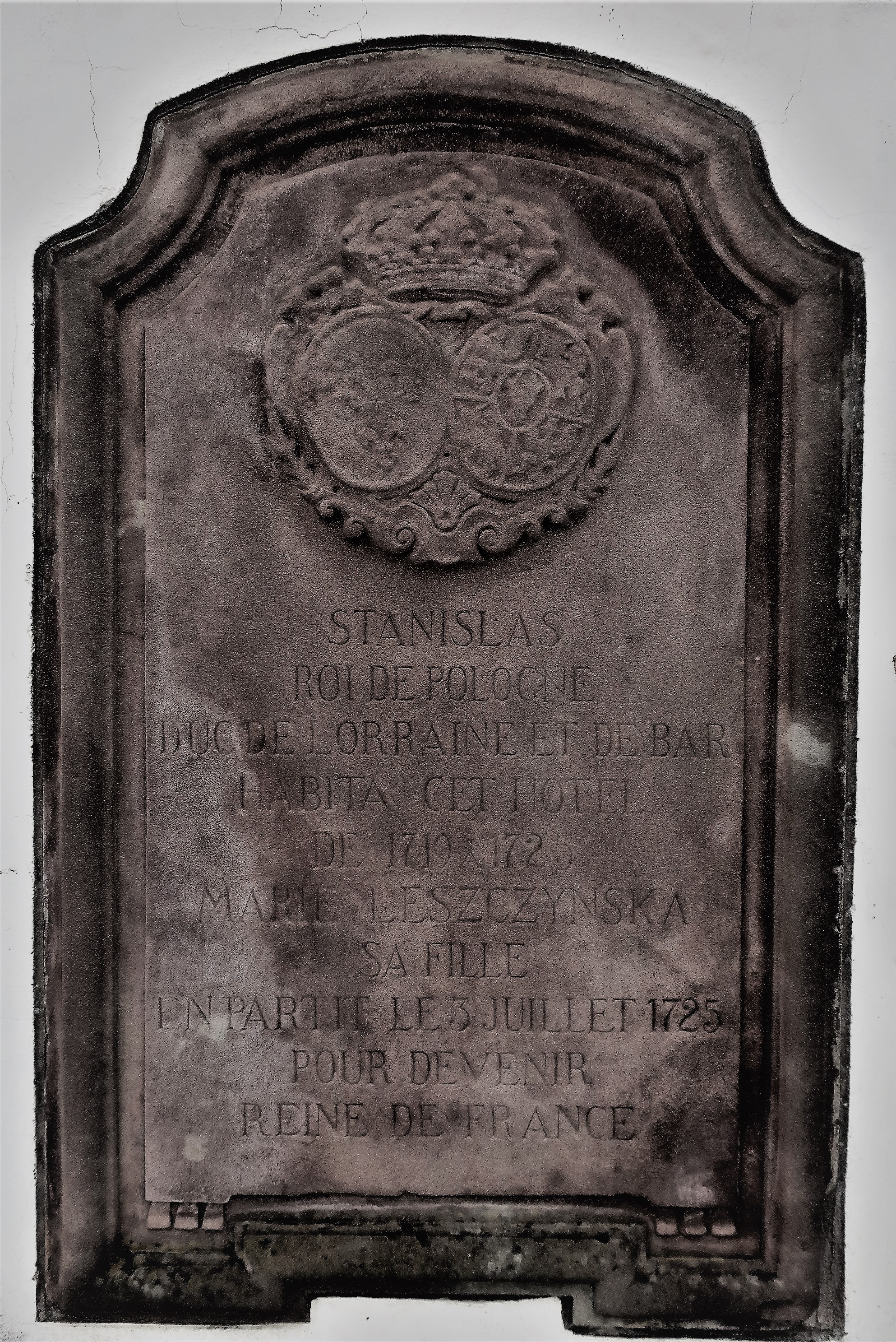
Gedenktafel Palais Stanislaus Weißenburg